# Faster Pussycat
Pour l'album homonyme, voir Faster Pussycat (album).
Faster Pussycat est un groupe américain de glam punk et glam metal, originaire de Los Angeles, en Californie. Il a pour leader Taime Down, patron du Cathouse Club. Le groupe sort son premier album en 1987 et semble peu actif depuis 2009.

## Historique

### Débuts (1985–1987)
Faster Pussycat est formé à Hollywood par Taime Downe pendant le boom du glam metal et glam punk dans les années 1980.  La première incarnation du groupe comprend Downe et Greg Steele, accompagnés de Brent Muscat. Le nom du groupe s'inspire du titre du film Faster, Pussycat! Kill! Kill! de Russ Meyer. Après plusieurs changements de formation, Faster Pussycat comprend Downe (chant), Steele (guitare), Muscat (guitare), Kelly Nickels (basse) et Phil Wostrel (batterie). Avant l'enregistrement de leur premier album, Kelly Nickels est victime d'un accident de moto qui lui fracturera la jambe en sept endroits.  Nickels est remplacé par Eric Stacy, de Champagne. Peu après, Nickels se joint à L.A. Guns.

### Popularité (1987–1993)
Le groupe signe un contrat avec Elektra Records, puis publie son premier album, Faster Pussycat, en 1987. Le groupe se popularise dans les scènes heavy metal, glam rock et sleaze rock, grâce à deux vidéos promotionnelles des chansons Bathroom Wall et Don't Change that Song. En novembre 1987, le groupe parait en tête de couverture du magazine Screamer Magazine. Aux États-Unis, le groupe tourne avec Alice Cooper, David Lee Roth, et Motörhead en soutien à l'album. Toujours en 1987, Faster Pussycat apparait dans le rockumentaire The Decline of Western Civilization part. 2 - The Metal Years.
Deux ans plus tard, Faster Pussycat enregistre l'album Wake Me When It's Over. L'album est certifié disque d'or par la Recording Industry Association of America (RIAA). Les ventes sont boostées grâce au single House of Pain. Des clips sont tournés pour House of Pain et Poison Ivy. Pendant leur tournée pour l'album en 1990, le batteur Mark Michals est arrêté à Omaha, dans le Nebraska, et renvoyé du groupe. Frankie Banali de Quiet Riot le remplace pour le restant de la tournée, et Brett Bradshaw devient leur batteur officiel. En 1990, ils enregistrent une reprise de la chanson You're So Vain de Carly Simon pour la compilation Rubáiyát: Elektra's 40th Anniversary.
En 1992, ils publient leur troisième album, Whipped!, qui atteint la 90e place des classements américains. En 1993, Faster Pussycat se sépare de Stacy et recrute Aaron Abellira. Ils font une brève tournée, notamment au Japon. Après, Faster Pussycat se sépare en 1993. Downe s'impliquera dans le groupe Pigface avant de former un groupe avec Kyle Kyle appelé The Newlydeads.

### Retour (2001–2007)
En 2001, Faster Pussycat revient avec Downe (chant), Muscat (guitare), et Steele (guitare), aux côtés de Xristian Simon (guitare), Danny Nordahl (basse), et Chad Stewart (batterie). Danny Nordahl jouait aussi avec The Throbs, et Nordahl et Chad Stewart avec Motochrist. Une compilation remix, Between the Valley of the Ultra Pussy, est publiée la même année, et comprend des remixes de chansons classiques comme I Was Made for Loving You de Kiss.
Steele quitte le groupe à mi-parcours de la tournée en 2001. Tracii Guns devient leur guitariste pour le restant de la tournée, après quoi Faster Pussycat continue comme quintette. Eric Griffin des Murderdolls, Synical, et par la suite Wednesday 13 endosse la guitare à leur tournée américaine. Muscat revient temporairement jusqu'à ce qu'un cancer aux cordes vocales se déclare en 2005 où il est alors remplacé définitivement par Michael Thomas.
En 2007, des poursuites judiciaires s'engagent pour récupérer le nom du groupe. En décembre 2006, les trois anciens membres de Faster Pussycat - Brent Muscat, Eric Stacy, et Brett Bradshaw - joueront sous le nom de Faster Pussycat, ce qui créera deux versions du groupe. Le 21 avril 2007, Muscat envoie une invitation publique à Downe et Steele afin de se réunir avec Stacy et Bradshaw. Aucune réponse n'est donnée par Downe. La version Faster Pussycat de Brent tourne en Europe au printemps 2007 avec Kurt Frohlich remplaçant Downe au chant, avec Todd Kerns à la guitare. En juillet 2007, Brent Muscat décide d'abandonner les poursuites pour Faster Pussycat. Brent Muscat formera alors un groupe appelé Sin City Sinners. Brent expliquera dans une interview que « Faster Pussycat est mort. »

### Dernières activités (depuis 2008)

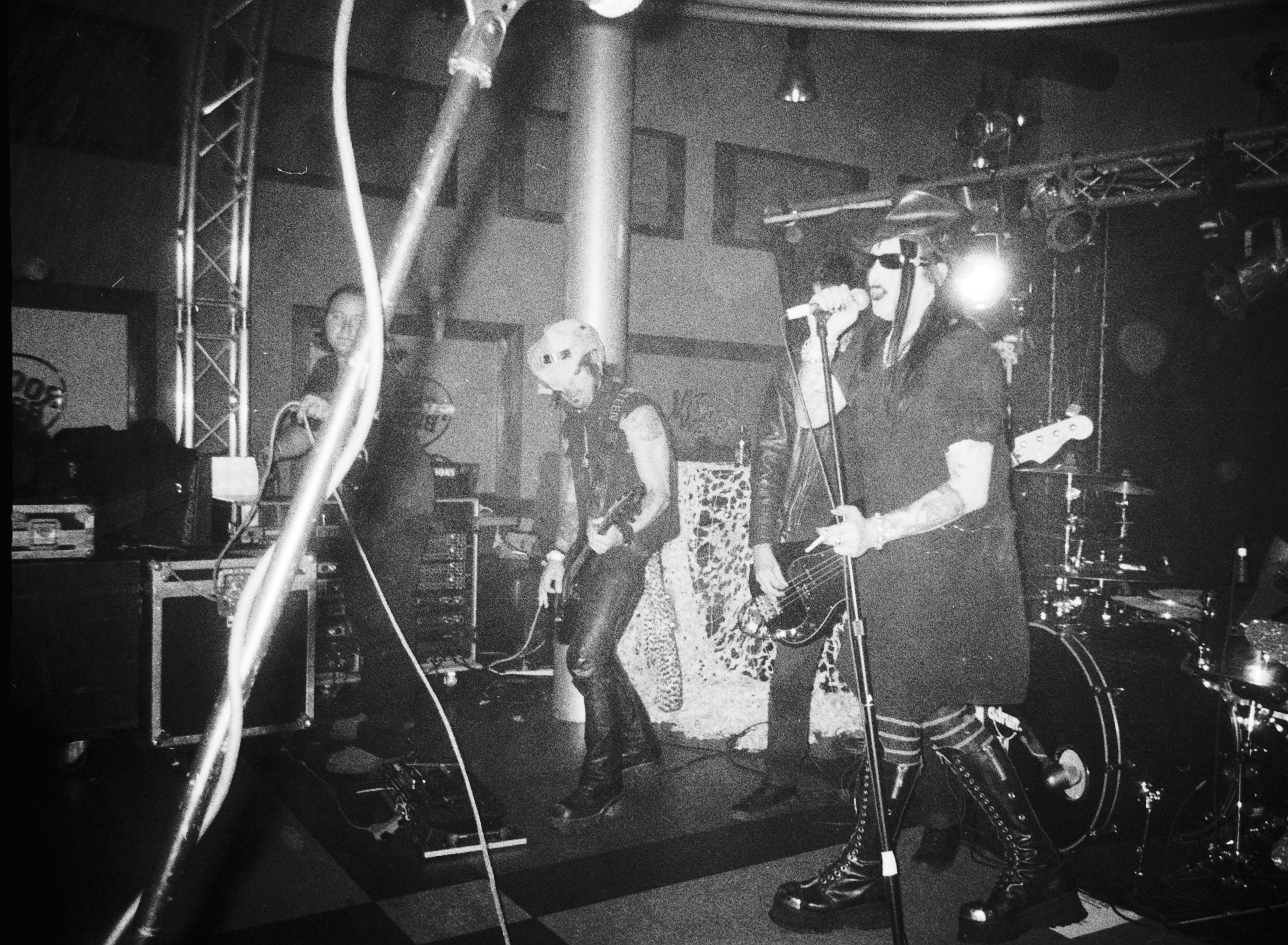
Taime Downe et Michael Thomas de Faster Pussycat en 2008.

Faster Pussycat tourne aux États-Unis en été 2008 avec la version LA Guns de Tracii Guns.
Au printemps 2010, Ace Von Johson remplace Michael Thomas, qui se consacrera pleinement au groupe Adler's Appetite.
À la fin de 2013, Faster Pussycat joue dans des clubs, bars, et universités,.

## Membres

### Membres actuels
- Taime Downe - chant, guitare, programmation, harmonica, tambourine (1985–1993, depuis 2001)
- Xristian Simon - guitare (depuis 2001)
- Danny Nordahl - bass (depuis 2001)
- Chad Stewart - batterie, percussions  (depuis 2001)
- Ace Von Johnson - guitare (depuis 2010)

### Anciens membres
- Brent Muscat - guitare, guitare acoustique, sitare, percussions, chœurs (1985–1993, 2001–2005)
- Greg Steele - guitare, guitare acoustique, mandoline, claviers, piano, chœurs (1985–1993, 2001)
- Mark Michals - batterie, percussions, chœurs (1985–1990)
- Walt « Walta » Adams - basse (1985)
- Kelly Nickels - basse (1985–1987)
- Eric Stacy - basse, chœurs (1987–1993)
- Brett Bradshaw - batterie, percussions, chœurs (1990–1993)
- Aaron Abellira - basse (1993)
- Michael Thomas - guitare (2005–2010)

### Membres de tournée
- Frankie Banali - batterie, percussions (1990)
- Tracii Guns - guitare, chœurs (2001–2002)
- Eric Griffin - guitare (2005)

## Discographie

### Albums studio
- 1987 : Faster Pussycat
- 1989 : Wake Me When It's Over
- 1992 : Whipped!
- 2001 : Between the Valley of the Ultra Pussy
- 2006 : The Power and the Glory Hole

### EP
- 1990 : Live and Rare
- 1992 : Belted, Buckled and Booted

### Compilations
- 2001 : Between the Valley of the Ultra Pussy